# Чарлі ва-Хеці
Чарлі ва-Хеці (івр. ‏צ'רלי וחצי‏‎, «Півтора Чарлі»)  — ізраїльська кінокомедія 1974 року режисера Боаза Давідсона і зірок ізраїльських комедій - Зеєв Ревах і Ієхуда Баркан.
є культовим фільмом в Ізраїлі.

## Сюжет
Фільм розповідає про 1960-70 роки, в державі Ізраїль. Дрібний шахрай Чарлі заробляє гроші на ринку, граючи з ними в азартні ігри. Хлопчик Міко допомагає йому, незважаючи на те, що його сестра, жертвуючи своїм особистим життям, намагається щоб він вивчився.